# Dražen Petrović
Dražen Petrović (Šibenik, 1964. október 22. – Denkendorf, 1993. június 7.) olimpiai ezüst- és bronzérmes, Európa- és világbajnok, jugoszláv, majd horvát profi kosárlabdázó. Németországban közlekedési balesetben hunyt el.

## Életpályája
Az NBA-ben a Portland Trail Blazersben és a New Jersey Netsben szerepelt. Németországban közlekedési balesetben hunyt el.

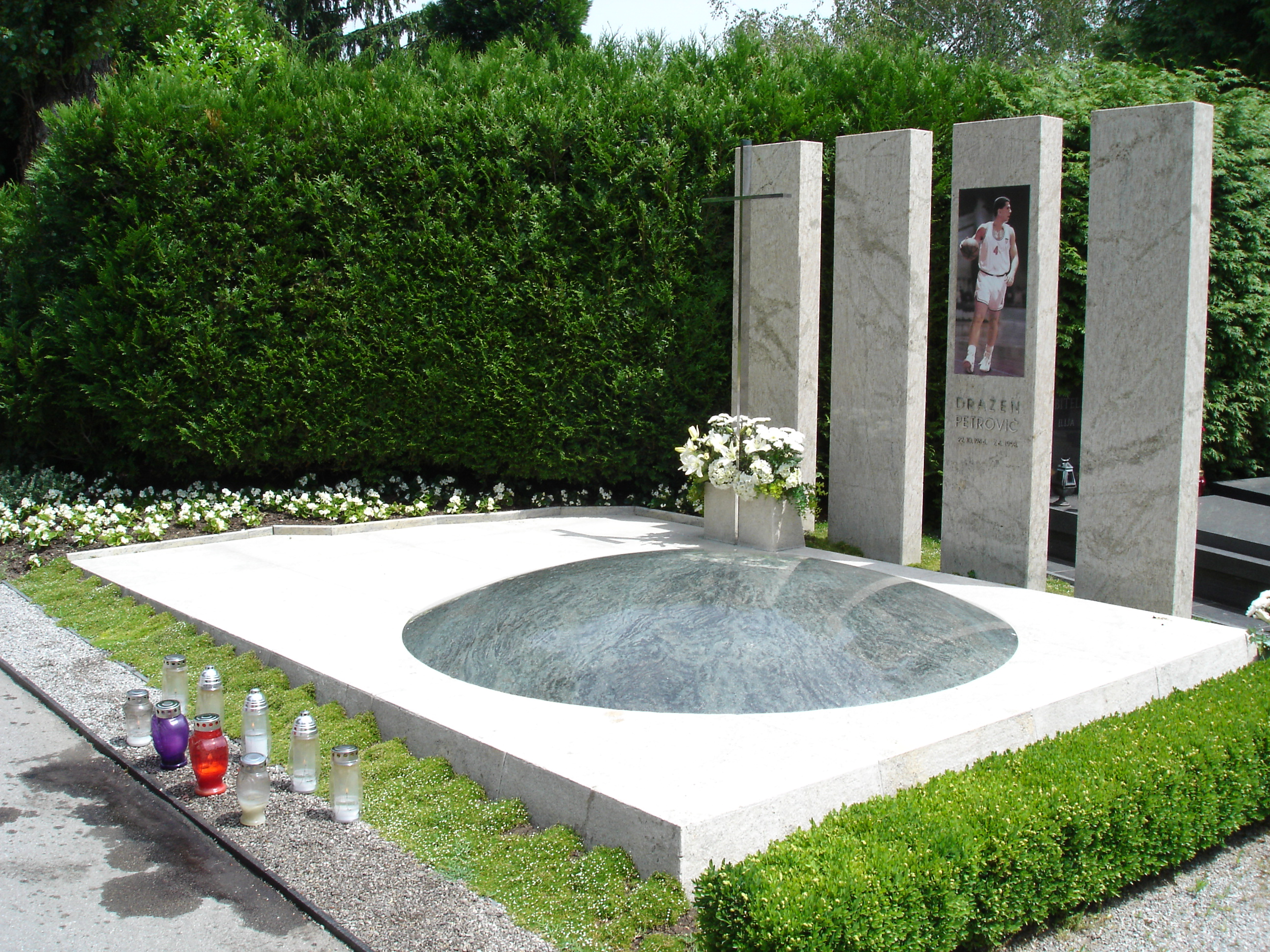
Petrović sírja Zágrábban

## Emlékezete
- Sírja Zágrábban található.
- Emlékmúzeuma Zágrábban található.